# ۱۶۲۰ (میلادی)

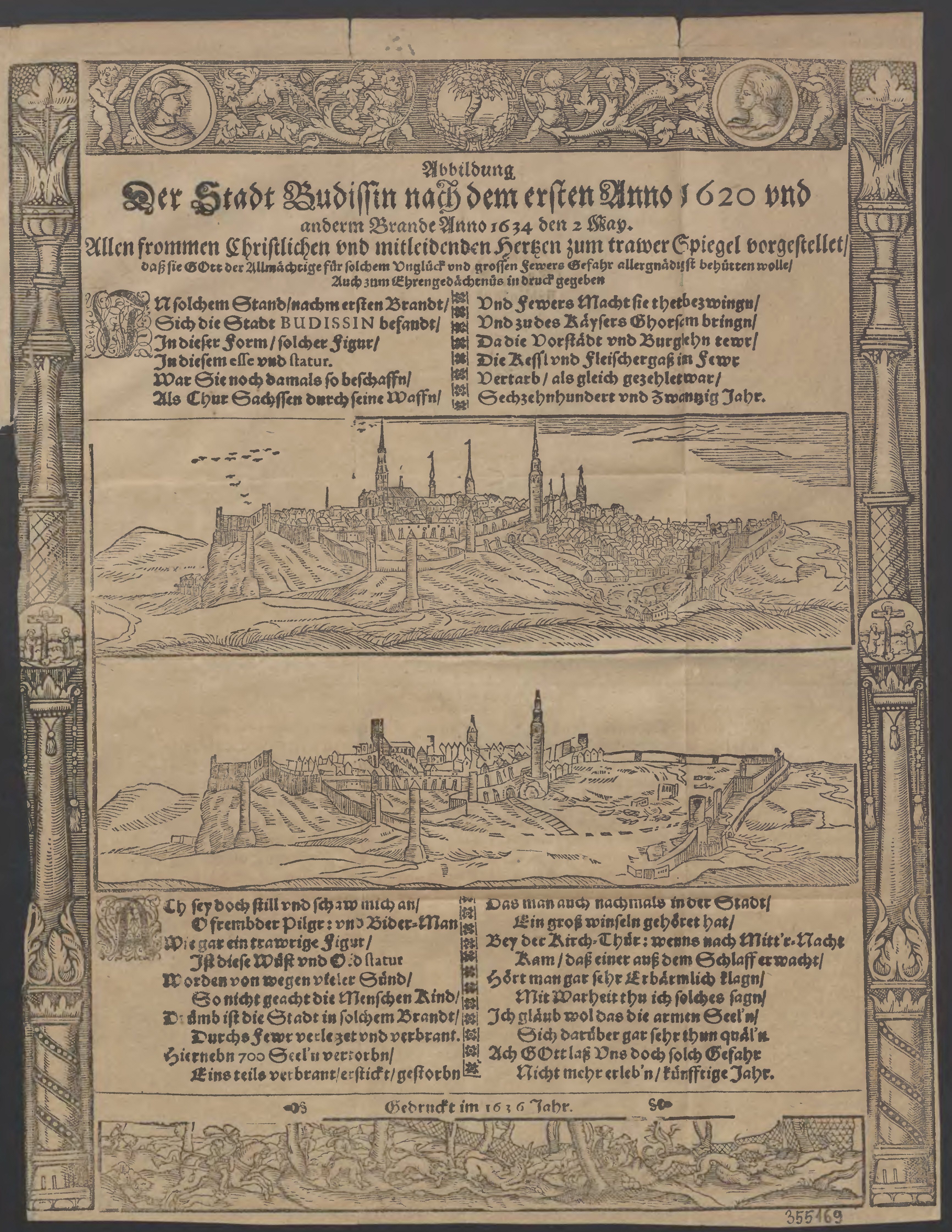
تصویر شهر بودیسین پس از اولین آتش سوزی در سال 1620 و آتش سوزی دیگر در 2 مه، 1634

۱۶۲۰ (میلادی) هزارو ششصد و بیستمین سال تقویم میلادی است.

## زادگان
- ۱۶ اکتبر – پیر پوژه، معمار، نقاش، و مجسمه‌ساز فرانسوی (د. ۱۶۹۴)

## درگذشتگان
- ۱۸ اوت - وان‌لی، سیزدهمین امپراتور سلسله مینگ در چین
- ۲۶ سپتامبر - تایچانگ، چهاردهمین امپراتور دودمان شاهی مینگ